# Isole Hall
Le Isole Hall sono un gruppo di isole dell'oceano Pacifico, appartenenti allo Stato federale di Chuuk, uno degli Stati Federati di Micronesia nelle Isole Caroline.
Sono composte dagli atolli Murilo, Nomwin, Fayu.